# ハイ・ライフ (カクテル)
ハイ・ライフは、ウォッカベースのカクテルで、ショートドリンクである。このカクテルの作者は、ガーナの首都アクラにある、アンバサダー・ホテルのチーフバーテンダーだったギュスターブ・ミンタで、ホテルの客のために考案した。

## 標準的なレシピ
- ウォッカ ＝ 40〜45ml
- ホワイト・キュラソー ＝ 10ml
- パイナップル・ジュース ＝ 10ml
- 卵白（鶏卵） ＝ 1個分

## 作り方
ウォッカ、ホワイト・キュラソー、パイナップルジュース、卵白をシェークするのだが、卵白を混ぜるため、通常よりも強くシェークする必要がある。それをカクテル・グラス（容量90ml程度、カクテル・グラスとしては大型のもの）に注げば完成である。なお、小型のカクテル・グラスしかない場合は、ソーサー型（口が広く扁平な形状）のシャンパン・グラス（容量120ml程度）で代用しても良い。またパイナップルジュースは、その場でパイナップルを絞ったものを使用するのがベストであるが、市販のジュースを用いても良い。

## 備考
ブランデーをベースとして作る場合もある。またウォッカベースであっても、ホワイト・キュラソーではなくポート・ワインを使う場合もある。同じくウォッカベースであっても、パイナップルジュースの代わりに砂糖などの甘味料を使う場合もある。しかし、いずれの場合でもカクテル名は「ハイ・ライフ」である。
なお、当然ながら、材料は同じでも比率を変えることもある。

## 主な参考文献
- 稲 保幸 『カクテル こだわりの178種』 新星出版 1998年7月15日発行 ISBN 4-405-09640-6
- 山本 祥一朗 監修 『カラー図解 カクテル』 成美堂出版 1994年12月10日 ISBN 4-415-07873-7
- 花崎 一夫 監修 『ザ・ベスト・カクテル』 永岡書店 1990年6月5日発行 ISBN 4-522-01092-3